# Steinkjer (plaats)
Steinkjer is een stad in Noorwegen. Het is de hoofdplaats van de gelijknamige gemeente Steinkjer. Het is de hoofdstad  van de provincie Nord-Trøndelag. Steinkjer heeft een oppervlakte van 8,52 km². De stad ligt aan Beitstadfjorden, een uitloper van de Trondheimfjord.

## Geschiedenis
De huidige stad Steinkjer was tot 1857 een dorp binnen de voormalige gemeente Stod. Vanaf 1858 kreeg het als stad een eigen bestuur. Het oude Steinkjer, dat grotendeels in hout was gebouwd, ging in 1900 voor een groot deel in vlammen op. Ook in de Tweede Wereldoorlog werd de stad zwaar beschadigd. De huidige bebouwing is dan ook voor een groot deel wederopbouw van na de oorlog. Het station is een van de weinige gebouwen die het krijgsgeweld ongeschonden heeft doorstaan.

## Kerk

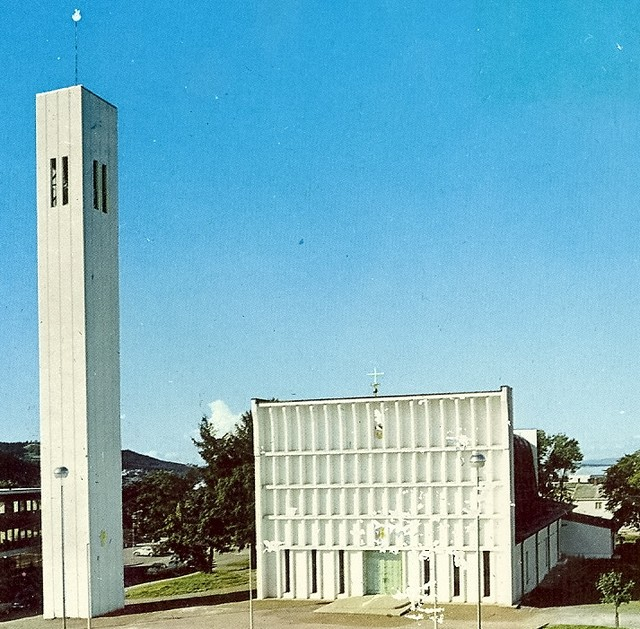

Steinkjer heeft een opvallend kerkgebouw. De kerk uit 1965 is ontworpen als basiliek, waarbij de architect Olav S. Platou zich heeft laten inspireren door kerken in Italië. Het gebouw heeft een vrijstaande klokkentoren die 38 meter hoog is. In de kerk zijn 11 gebrandschilderde ramen aangebracht van de Noorse kunstenaar Jakob Weidemann.

## Vervoer
De stad ligt aan Nordlandsbanen. Het station is eindpunt voor het lokale netwerk rond Trondheim en tussenstation voor de treinen naar het eindpunt van Nordlandsbanen in Bodø. Richting Trondheim wordt op werkdagen een halfuurdienst gereden. De belangrijkste wegverbinding is de E6, de doorgaande route van Oslo via Trondheim naar de Noordkaap. Een alternatieve route naar het noorden is Fylkesvei 17 die min of meer de kust volgt en meer als toeristische route is bedoeld. De weg eindigt in Bodø.
Steinkjer heeft geen eigen vliegveld. Het Dichtstbijzijnde vliegveld is Værnes bij Trondheim, bijna 100 kilometer naar het zuiden.

## Onderwijs
Naast scholen voor basis- en voortgezet onderwijs heeft Steinkjer ook een instelling voor hoger onderwijs. Tot 2016 was dat een vestiging van de Hogeschool in Nord-Trøndelag. Deze ging per 1 januari 2016 op in de toen opgerichte Nord Universiteit. De vestiging in Steinkjer verzorgt met name opleidingen op het gebied van landbouw en economie.

## Sport

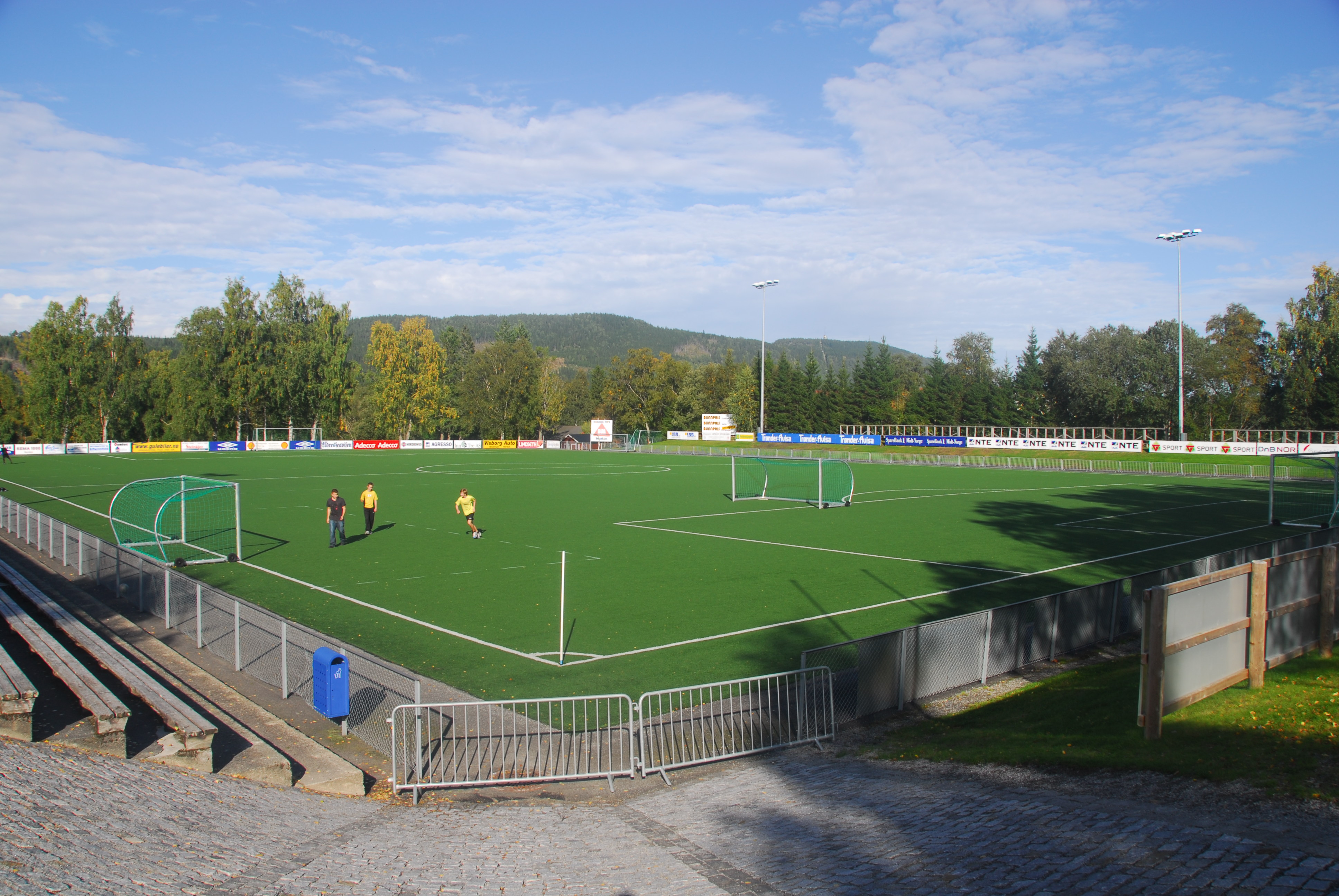

De plaatselijke voetbalclub is Steinkjer FK. De club uit 1910 speelt al jaren in de lagere divisies De thuiswedstrijden worden gespeeld in het Guldbergaunet stadion. Het stadion heeft sinds 2002 een kunstgrasmat. Het is onderdeel van een sportpark met verder een atletiek/schaatsbaan. Voor voetbal is de capaciteit van het stadion 4.000 toeschouwers. De tweevoudig wereldkampioen schansspringen Anders Bardal is afkomstig uit Steinkjer. Naast zijn gouden wk-medailles en bronzen olympische medailles won hij meermalen het Noors kampioenschap, in 2011 in eigen stad op de normaalschans. De schans ligt 15 kilometer buiten de stad bij het dorpje Sprova.

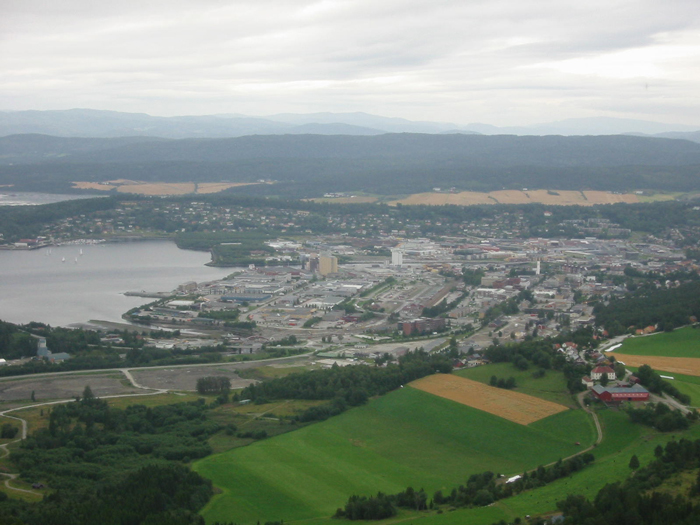
uit de lucht